# Capricorn (Band)
Capricorn war eine hessische Heavy-, Power- und Speed-Metal-Band aus Frankfurt am Main, die 1991 gegründet wurde und sich ca. 1995 auflöste.

## Geschichte
Die Band wurde 1991 nach dem Zerfall der Gruppe Grinder gegründet. Grinder hatte sich ein dreiviertel Jahr vorher aufgelöst, da die Band ihren Plattenvertrag verloren hatte und sich die Mitglieder nicht über die Zukunft der Band einig waren. Die Capricorn-Besetzung bestand aus den Grinder-Mitgliedern Adrian Hahn am Bass und als Sänger, dem Gitarristen David Hofmann und dem Schlagzeuger Stefan Arnold. Obwohl alle Mitglieder in derselben Band tätig gewesen waren, entschloss man sich gegen eine Wiederbelebung von Grinder und für einen Neuanfang unter dem Namen Capricorn, da man sich sowohl konzeptionell als auch stilistisch von Grinder weit entfernt sah. Zwischen Grinder und Capricorn hatten sich die Mitglieder noch mit dem zweiten Gitarristen Rehbein an einem anderen Projekt namens Lumberjack versucht, das jedoch fehlschlug. Nach einem Demo, das innerhalb von drei bis vier Tagen im Minilab von Harris Johns aufgenommen worden war, war es wieder zum Zerfall gekommen. Nach einem ersten Capricorn-Demo mit sechs Liedern, das im Gelsenkirchener T&T-Studio aufgenommen worden war, erreichte die Band einen Plattenvertrag bei Shark Records. Bei diesem Label folgte 1993 das selbstbetitelte Debütalbum, das innerhalb von zwei Wochen mit dem Produzenten Wolfgang Stach im T&T-Studio entstanden war, ehe es 1994 zusammen mit Grave Digger auf Tournee durch Deutschland ging. Im März 1995 schloss sich über T&T, einem Sub-Label von Noise Records, das Inferno betitelte zweite Album an, worauf unter anderem eine Coverversion des Twisted-Sister-Liedes You Can't Stop Rock ’n’ Roll zu hören ist. In Japan wurde das Album bei JVC Victor Entertainment veröffentlicht, wobei das Lied Incredibly Ruined als Bonus hinzugefügt wurde. Nach der Veröffentlichung kam es zur Auflösung der Band.

## Stil
Im Interview mit Andreas Schöwe vom Metal Hammer gab Adrian Hahn an, dass er in seiner Jugend durch Judas Priest, Saxon, Raven, AC/DC und Anvil beeinflusst wurde. In seiner Rezension zum ersten Demo schrieb Uwe „Buffo“ Schnädelbach vom Rock Hard, dass man hierauf „straighten Street Metal der Marke Motörhead meets The Almighty“ zu hören bekomme. In seiner späteren Rezension zum selbstbetitelten Debütalbum gab Schnädelbach an, dass er die Band nun eher dem Power Metal zuordnen würde, wobei die Spielgeschwindigkeit meist im höheren Bereich liege. Durch die Gitarrenarbeit von David Hofmann würden die Thrash-Metal-Wurzeln von Grinder nur noch gelegentlich durchkommen. Auch der Gesang habe sich verändert: Habe dieser in der Vergangenheit noch aus „Gekrächze“ bestanden, so erinnere er nun an Phil Rind von Sacred Reich. Frank Albrecht, ebenfalls vom Rock Hard, stellte fest, dass sich bei Inferno im Vergleich zum Vorgänger nicht viel verändert hat. Die Musik sei „heavy-straight-abwechslungsreich“ und biete „[k]urze, knappe Rocker, die an Motörhead oder die alten Almighty erinnern“. Zudem gebe es „[k]eine überflüssigen Breaks [und] keine Zwischenparts, die die Songs unnötig in die Länge ziehen und das Feeling zerstören“. Eine Ausgabe später führte Albrecht ein Interview mit der Band. Hierbei gab sie an, dass sie nicht für großartige musikalische Weiterentwicklung zu haben sei und somit habe sie gar nicht versucht, Inferno sehr viel anders als seinen Vorgänger klingen zu lassen. Zudem sah sie sich als Vertreter des traditionellen Metal. Wie auch beim Vorgänger gebe es auch auf diesem Album einen Song über die Filmreihe Freitag der 13. Dies sei auf den Schlagzeuger Stefan Arnold zurückzuführen, der ein Fan von Horrorfilmen sei. Andreas Schöwe wurde vom Abwechslungsreichtum des Inferno-Albums beeindruckt. Sänger Adrian habe eine raue, thrashige Stimme, an der sich die Geister scheiden würden, obwohl „der sich derart souverän und originell zwischen den berühmten Hetfield- und Lemmy-Phrasierungen bewegen kann“. Die Instrumentalisten würden mit „Exciter-verdächtigem Speed“, „Metallica-ähnlicher Rhythmik“ und im Titellied mit „gar leicht balladesken Klängen“ aufwarten. Er empfahl das Album insbesondere Hörern von Motörhead und Grave Digger.

## Diskografie
- 1993: Capricorn (Album, Shark Records)
- 1993: Demo ’93 (Demo, Eigenveröffentlichung)
- 1995: Inferno (Album, T&T)